# Exoristoides sabroskyi
Exoristoides sabroskyi là một loài ruồi trong họ Tachinidae.